# Unione Sportiva Ravenna 1985-1986
Questa pagina raccoglie le informazioni riguardanti l'Unione Sportiva Ravenna nelle competizioni ufficiali della stagione 1985-1986.

## Stagione
Dopo l'immediata promozione dal campionato Interregionale, il Ravenna nella stagione 1985-1986 ha disputato il girone C del campionato di Serie C2, ottenendo il quarto posto in classifica con 35 punti. Il torneo è stato vinto dal Teramo con 46 punti, davanti al Martina con 45 punti, entrambe promosse in Serie C1. Terza con 36 punti la Maceratese. Con 13 reti Gianluca Baldini è stato il miglior marcatore giallorosso.
Una stagione memorabile questa per il Ravenna, iniziata nel modo peggiore, con una crisi societaria profonda, che ha messo in discussione l'iscrizione al campionato prima e dopo l'iscrizione, ha costretto il tecnico Dario Stolfa a scendere in campo con la squadra Beretti, cioè con la giovanile. Sono inevitabilmente arrivate una raffica di sconfitte umilianti, in Coppa Italia ed in campionato, fino alla 12ª giornata. La svolta è stata l'arrivo alla presidenza di Giovanni Cannillo alla guida di una cordata di imprenditori ravennati, un nuovo allenatore Eugenio Fantini e con lui l'arrivo a Ravenna di alcuni giocatori di categoria e di esperienza. Nel girone di Coppa Italia di Serie C il Ravenna ha raccolto 0 punti in sei partite, con 0 goal fatti e 29 subiti, nelle prime 12 giornate di campionato ottiene 4 pareggi e 8 pesanti sconfitte, poi da metà dicembre la rinascita, iniziata con la prima vittoria (1-2) a Macerata contro la terza della classe, e con una media da promozione il Ravenna prende il volo, con 31 punti ottenuti in 22 partite, la somma finale recita, nonostante la falsa partenza, Ravenna quarto con 35 punti, sembra una favola, ma è tutto vero.

## Rosa
| N. |                   | Ruolo | Calciatore        |
| -- | ----------------- | ----- | ----------------- |
|    | Italia (bandiera) | C     | Roberto Antonioli |
|    | Italia (bandiera) | D     | Massimo Arrighi   |
|    | Italia (bandiera) | C     | Gianluca Baldini  |
|    | Italia (bandiera) | D     | Massimo Bovo      |
|    | Italia (bandiera) | C     | Iuri Brunelli     |
|    | Italia (bandiera) | C     | Ciro Costa        |
|    | Italia (bandiera) | A     | Aniello De Risi   |
|    | Italia (bandiera) | D     | Marco Donato      |
|    | Italia (bandiera) | D     | Mirco Fantini     |
|    | Italia (bandiera) | D     | Flavio Gioria     |
|    | Italia (bandiera) | A     | Francesco La Rosa |
|    | Italia (bandiera) | D     | Massimo Lo Verde  |

| N. |                   | Ruolo | Calciatore             |
| -- | ----------------- | ----- | ---------------------- |
|    | Italia (bandiera) | C     | Giovanni Battista Luiu |
|    | Italia (bandiera) | C     | Fabio Memmo            |
|    | Italia (bandiera) | A     | Marco Nappi            |
|    | Italia (bandiera) | P     | Angelo Pizzetti        |
|    | Italia (bandiera) | A     | Cristian Polidori      |
|    | Italia (bandiera) | C     | Guido Quadrelli        |
|    | Italia (bandiera) | P     | Gioacchino Ranavolo    |
|    | Italia (bandiera) | C     | Alessandro Ravaioli    |
|    | Italia (bandiera) | C     | Marco Rossi            |
|    | Italia (bandiera) | C     | Angelo Rotondo         |
|    | Italia (bandiera) | A     | Domenico Sirico        |
|    | Italia (bandiera) | D     | Domenico Stallone      |

## Risultati

### Campionato

#### Girone di andata
| Arbitro: | Sanguineti (Chiavari) |

|            |           |                                                           |
| Rotondo 4’ | Marcatori | 13’ O. Rossi 36’, 50’ (rig.), 63’, 72’ Pistillo 72’ Lelli |

| Arbitro: | Mariotti (Pontedera) |

|                          |           |  |
| L. D'Alessandro 43’, 65’ | Marcatori |  |

| Arbitro: | Stafoggia (Pesaro) |

|  |           |                                          |
|  | Marcatori | 6’ (aut.) Fedozzi 51’ P. Rossi 63’ Galli |

| Arbitro: | Trinchieri (Roma) |

|                                             |           |  |
| Di Chio 20’ Farneti 41’, 87’ Biasibetti 68’ | Marcatori |  |

| Arbitro: | Mariani (Sulmona) |

|             |           |               |
| Baldini 60’ | Marcatori | 10’ Bergamini |

| Arbitro: | Falca (Pinerolo) |

|                                                              |           |                       |
| Caccavale 1’ Budellacci 62’ (rig.) Marchetti 73’ Repetto 87’ | Marcatori | 84’ Memmo 90’ Baldini |

| Arbitro: | Pesce (Napoli) |

|             |           |             |
| Baldini 70’ | Marcatori | 89’ Miccoli |

| Arbitro: | Bonci (Siena) |

|               |           |             |
| Paganelli 67’ | Marcatori | 34’ Baldini |

| Arbitro: | Limone (Torino) |

|  |           |             |
|  | Marcatori | 39’ Mariano |

| Arbitro: | Mariotti (Pontedera) |

|                                            |           |  |
| Da Re 39’ Salvatori 52’ Pierleoni 76’, 78’ | Marcatori |  |

| Ravenna 1º dicembre 1985 11ª giornata | Ravenna          | 0 – 0 | Martina | Stadio Bruno Benelli\| Arbitro: \| Mazzalupi (Roma) \| |
| Arbitro:                              | Mazzalupi (Roma) |       |         |                                                        |

| Arbitro: | Bellotti (Saronno) |

|  |           |                                  |
|  | Marcatori | 48’, 85’ Peraio 58’, 80’ Palanca |

| Arbitro: | Raucci (Ercolano) |

|            |           |                          |
| Frinzi 28’ | Marcatori | 12’ M. Rossi 89’ Baldini |

| Arbitro: | Rungger (Bolzano) |

|                         |           |  |
| Baldini 42’ La Rosa 69’ | Marcatori |  |

| Andria 5 gennaio 1986 15ª giornata | Fidelis Andria  | 0 – 0 | Ravenna | Stadio degli Ulivi\| Arbitro: \| Rosati (Empoli) \| |
| Arbitro:                           | Rosati (Empoli) |       |         |                                                     |

| Arbitro: | Giordano (Udine) |

|               |           |  |
| Santuccio 90’ | Marcatori |  |

| Ravenna 19 gennaio 1986 17ª giornata | Ravenna         | 0 – 0 | Giulianova | Stadio Bruno Benelli\| Arbitro: \| Boggi (Salerno) \| |
| Arbitro:                             | Boggi (Salerno) |       |            |                                                       |

#### Girone di ritorno
| Arbitro: | Taverniti (Roma) |

|            |           |               |
| Boccia 32’ | Marcatori | 42’ Quadrelli |

| Arbitro: | Giuriola (Rovigo) |

|                                    |           |  |
| G. Pellegrini 37’ (aut.) Nappi 84’ | Marcatori |  |

| Cesenatico 9 febbraio 1986 20ª giornata | Cesenatico                  | 0 – 0 | Ravenna | Stadio Alfiero Moretti\| Arbitro: \| Magliulo (Torre Annunziata) \| |
| Arbitro:                                | Magliulo (Torre Annunziata) |       |         |                                                                     |

| Arbitro: | Di Savino (Foggia) |

|                    |           |  |
| La Rosa 17’ (rig.) | Marcatori |  |

| Arbitro: | Casiraghi (Monza) |

|  |           |                       |
|  | Marcatori | 77’ Nappi 87’ La Rosa |

| Arbitro: | Leita (Udine) |

|                 |           |                      |
| Baldini 8’, 37’ | Marcatori | 17’ Colucci 74’ Susi |

| Arbitro: | Cerina (Cagliari) |

|                                |           |                         |
| Coletta 47’ (rig.) Miccoli 72’ | Marcatori | 44’ La Rosa 56’ Baldini |

| Arbitro: | Limone (Torino) |

|                                     |           |               |
| La Rosa 13’, 63’ (rig.), 80’ (rig.) | Marcatori | 22’ Catellani |

| Arbitro: | Taverniti (Roma) |

|             |           |                              |
| Mariano 66’ | Marcatori | 35’ Nappi 70’ (rig.) La Rosa |

| Ravenna 6 aprile 1986 27ª giornata | Ravenna               | 0 – 0 | Teramo | Stadio Bruno Benelli\| Arbitro: \| Di Gennaro (Ercolano) \| |
| Arbitro:                           | Di Gennaro (Ercolano) |       |        |                                                             |

| Arbitro: | Arcangeli (Terni) |

|                                                      |           |                      |
| Presicci 13’ Corrente 54’ Arena 60’ Pettinicchio 75’ | Marcatori | 21’ Luiu 87’ Baldini |

| Arbitro: | Ingargiola (Marsala) |

|  |           |             |
|  | Marcatori | 64’ Baldini |

| Arbitro: | Capogreco (Catanzaro) |

|             |           |  |
| La Rosa 32’ | Marcatori |  |

| Matera 11 maggio 1986 31ª giornata | Matera                        | 0 – 0 | Ravenna | Stadio XXI Settembre\| Arbitro: \| Zebellin (Bassano del Grappa) \| |
| Arbitro:                           | Zebellin (Bassano del Grappa) |       |         |                                                                     |

| Arbitro: | D'Ambrosio (Padova) |

|             |           |              |
| La Rosa 21’ | Marcatori | 64’ Meniconi |

| Arbitro: | Lombardi (La Spezia) |

|                       |           |               |
| Costa 16’ Baldini 63’ | Marcatori | 37’ Del Rosso |

| Arbitro: | Pegoretti (Trento) |

|  |           |                                   |
|  | Marcatori | 24’ Memmo 61’ La Rosa 72’ Baldini |

### Coppa Italia

#### Girone H
| Arbitro: | Mazzetti (Firenze) |

|  |           |                                                |
|  | Marcatori | 59’ Barducci 61’ Romani 73’ Bergamo 79’ Talevi |

| Arbitro: | Marchi (Padova) |

|                                                                |           |  |
| Teodorani 1’ P. Rossi 10’, 52’, 74’, 85’ Burini 16’ Tosoni 44’ | Marcatori |  |

| Arbitro: | D'Ambrosio (Padova) |

|  |           |                       |
|  | Marcatori | 7’ Frezza 45’ Farneti |

| Arbitro: | Leita (Udine) |

|                                                                 |           |  |
| Talevi 9’, 72’ Neri 19’ Barducci 39’ Romani 65’ Tota 71’ (rig.) | Marcatori |  |

| Arbitro: | Copercini (Parma) |

|  |           |                                                                             |
|  | Marcatori | 7’ Carpineti 11’ Teodorani 52’ Gambacorta 63’ P. Rossi 73’ Burini 85’ Galli |

| Arbitro: | Benazzoli (Bassano Bresciano) |

|                                                     |           |  |
| Foschini 42’ (rig.), 45+1’ Caminati 69’ Di Chio 89’ | Marcatori |  |